# Орб (притока Ар'є)
Орб (фр. Orbe) — річка у Франції та Швейцарії. Довжина — 67 км, площа басейну — 488 км².
Витоки річки знаходяться в Юрських горах біля комуни Ле-Русс (Юра, Бургундія — Франш-Конте), утворюючи озеро Русс, далі річка протікає територією Швейцарії, де через озера Жу і Невшатель впадає в Арі.
Найбільші населені пункти — Ле-Русс і Буа-д'Амон у Франції, Ле-Шені, Аббеї, Валлорб, Орб, Івердон-ле-Бен у кантоні Во, Ля-Тен, Ландерон у кантоні Невшатель і Біль у кантоні Берн.